# Elevation (singel)
Elevation – piosenka rockowej grupy U2, pochodząca z jej wydanego w 2000 roku albumu, All That You Can’t Leave Behind. Została wydana jako trzeci singel promujący tę płytę. Utwór szybko stał się hitem w Stanach Zjednoczonych i Wielkiej Brytanii. Był zawsze utworem otwierającym każdy koncert zespołu, będący częścią trasy Elevation Tour oraz jednym z pierwszych granych podczas trasy Vertigo Tour.
Wersja utworu, która została wydana na singlu zatytułowanym „Tomb Raider Mix” (zmiksowana przez Paula Leary'ego z Butthole Surfers), różniła się od tej z albumu. Nazwa wzięła się od tego, że piosenka znalazła się wcześniej na soundtracku filmu Lara Croft: Tomb Raider.
"Elevation” wygrał w 2002 roku nagrodę Grammy.
Do utworu został nakręcony teledysk, za którego reżyserię odpowiedzialny był Joseph Kahn.

## Lista utworów

### Wersja 1
1. „Elevation” (Tomb Raider Mix) (3:35)
2. „Elevation” (Escalation Mix) (7:04)
3. „Elevation” (Vandit Club Mix) (8:54)

Wydanie na CD, dostępne wyłącznie w Wielkiej Brytanii.

### Wersja 2
1. „Elevation” (Tomb Raider Mix) (3:35)
2. „Last Night on Earth” (na żywo z Meksyku) (6:20)
3. „Don't Take Your Guns to Town” (4:11)

Pierwsze wydanie na CD, dostępne w Europie, Kanadzie i Wielkiej Brytanii.

### Wersja 3
1. „Elevation” (Tomb Raider Mix) (3:35)
2. „Elevation” (The Biffco Mix) (4:18)

Wydanie dostępne wyłącznie w Europie.

### Wersja 4
1. „Elevation” (Tomb Raider Mix) (3:35)
2. „Elevation” (Escalation Mix) (7:04)
3. „Elevation” (Influx Remix) (4:02)
4. „Elevation” (Quincey and Sonance Mix) (6:53)

Drugie wydanie na CD, dostępne w Australii, Europie i Kanadzie. Wersja australijska zawierała także „Last Night on Earth” (na żywo z Meksyku).

### Wersja 5
1. „Elevation” (Tomb Raider Mix) (3:35)
2. „I Remember You” (na żywo z Irving Plaza) (1:28)
3. „Nowy Jork” (na żywo z Irving Plaza) (5:42)
4. „I Will Follow” (na żywo z Irving Plaza) (3:51)

Ta edycja singla była sprzedawana podczas przystanków w trakcie trasy koncertowej po Europie. „I Remember You” jest coverem piosenki Ramones.

### Wersja 6
1. „Elevation” (Tomb Raider Mix) (3:35)
2. „I Remember You” (na żywo z Irving Plaza) (1:28)
3. „New York” (na żywo z Irving Plaza) (5:42)
4. „Don't Take Your Guns to Town” (4:11)
5. „Elevation” (The Biffco Mix) (4:18)

Wydanie dostępne wyłącznie w Australii.

### Wersja 7
1. „Elevation” (Tomb Raider Mix) (3:35)
2. „Elevation” (Tomb Raider Mix – Video) (3:50)
3. „Fragmenty pochodzące z programu MTV Making the Video.

Edycja DVD singla.

### Wersja 8
1. „Beautiful Day” (Quincey and Sonance Mix) (7:56)
2. „Beautiful Day” (The Perfecto Mix) (7:48)
3. „Beautiful Day” (David Holmes Remix) (5:34)
4. „Elevation” (The Vandit Club Mix) (8:54)
5. „Elevation” (Influx Remix) (4:02)
6. „Elevation” (Escalation Mix) (7:04)
7. „Elevation” (Quincey and Sonance Remix) (6:53)

Podwójne wydanie 12”, dostępne w Wielkiej Brytanii.